# 짜익티요 파고다

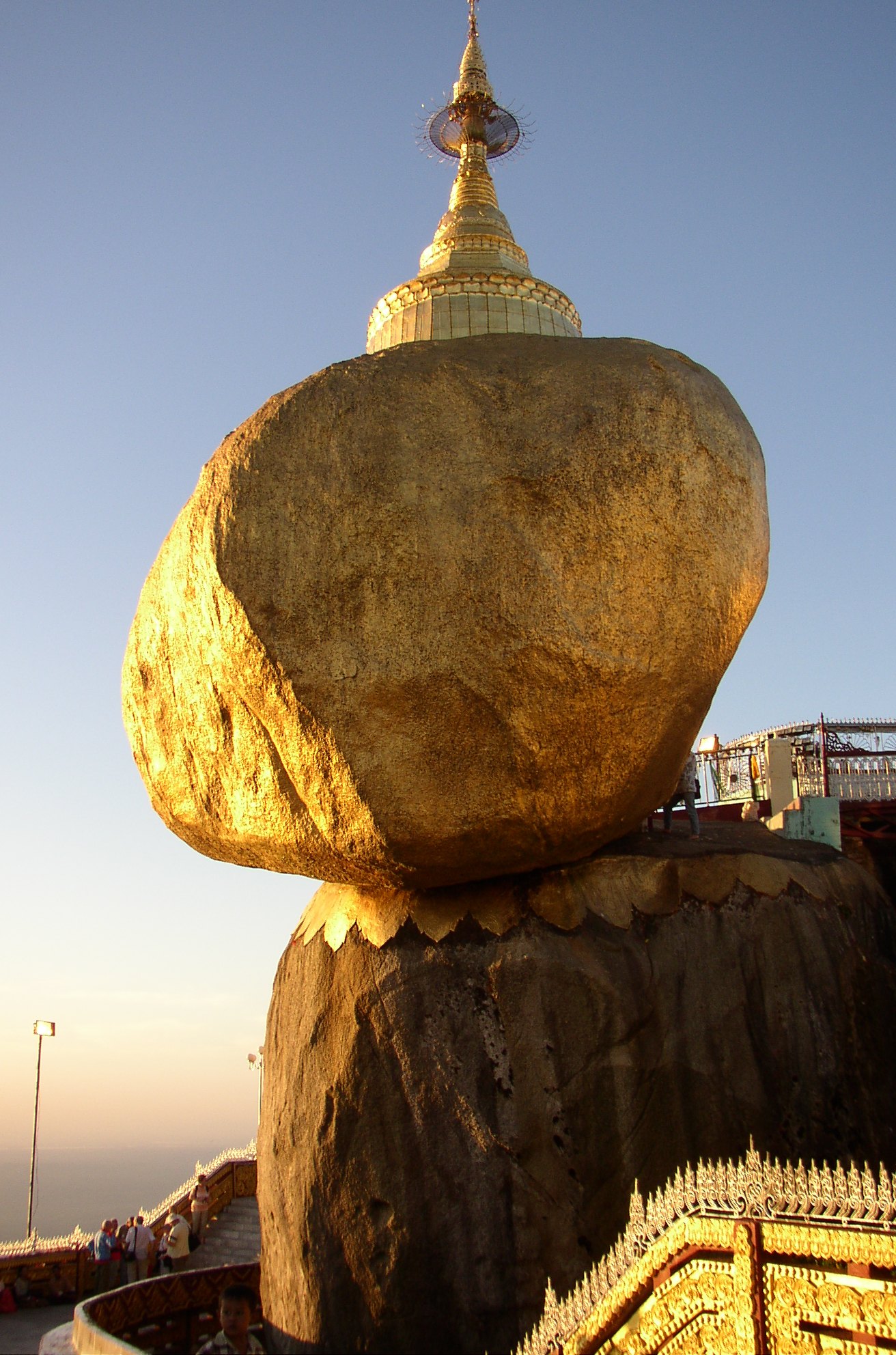
짜익티요 파고다

짜익티요 파고다(ကျိုက်ထီးရိုးဘုရား, 언어 오류(mnw): ကျာ်သိယဵု 꺄이크 소에얘)은 미얀마 몬주에 있는 파고다이다. 짜이티요산의 7.3m 높이에 있다.